# Art conceptuel

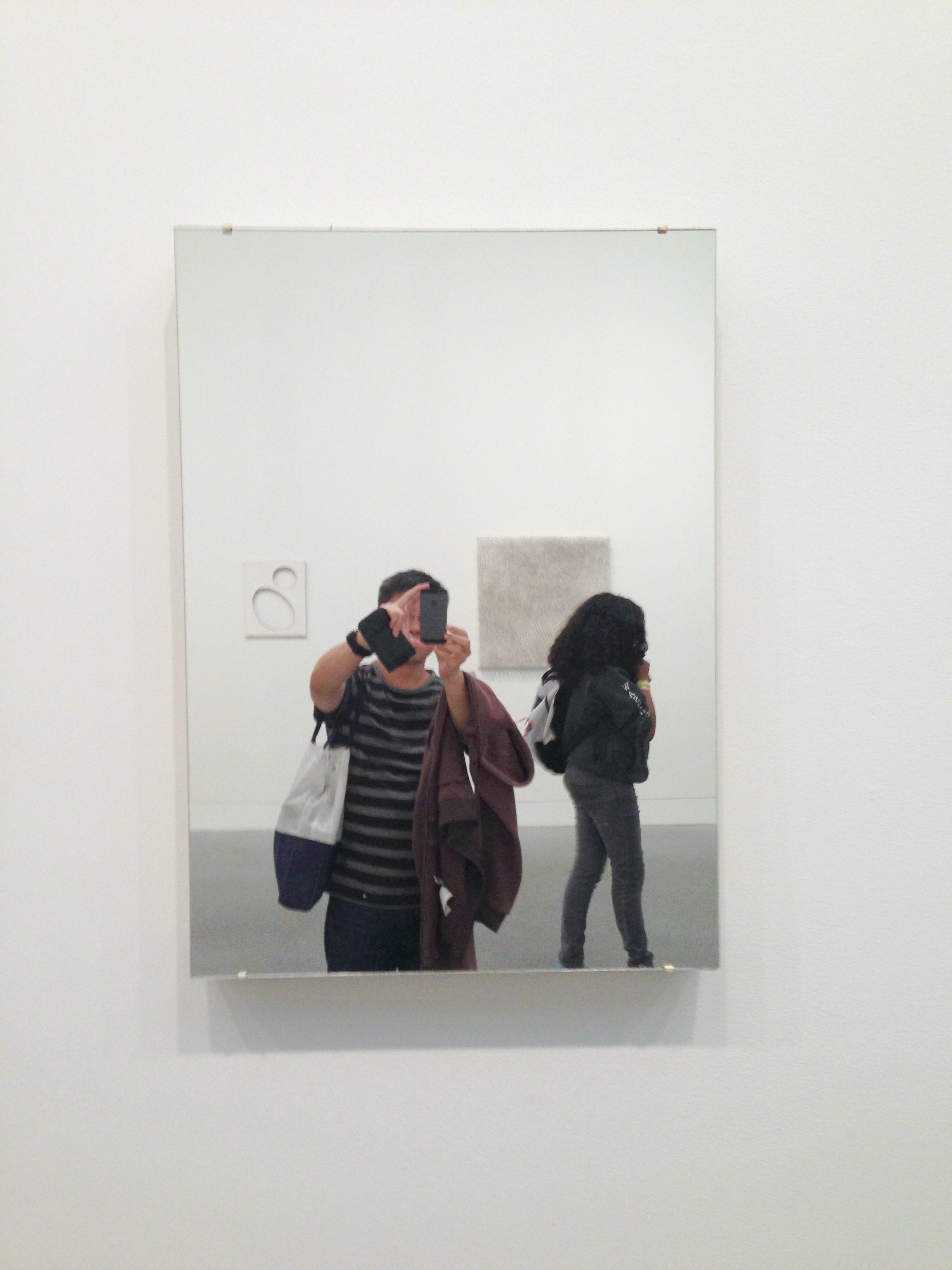
Art and Language, Untitled Painting, 1965
Courtesy Tate Modern

L'art conceptuel est un mouvement de l'art contemporain apparu dans les années 1960 mais dont les origines remontent aux ready-made de Marcel Duchamp au début du XXe siècle.
L'art est défini non par les propriétés esthétiques des objets ou des œuvres, mais seulement par le concept ou l'idée de l'art.

## Origines
L'art conceptuel n'est pas une période précise de l'art contemporain, ni un mouvement artistique structuré ou un groupe d'artistes précis. Ceci étant, l'on peut tout de même se permettre de dater le courant d'art conceptuel au sens strict du terme : entre 1965 et 1975 (mais il existe évidemment des devanciers ainsi que des suiveurs)[réf. nécessaire].
Parmi les expositions fondamentales dans l'histoire de l'art conceptuel figure celle organisée par Harald Szeemann et regroupant de nombreux artistes conceptuels, « Quand les attitudes deviennent forme », entre le 22 mars et le 27 avril 1969 à la Kunsthalle de Berne. C'est aussi en Europe que Catherine Millet commence à parler d'art conceptuel avec la première grande manifestation d'un mouvement artistique nouveau composé essentiellement de Nord-Américains.
On dit[Qui ?] que ce serait l'artiste américain Henry Flynt qui aurait été le premier à utiliser l'expression « concept art », comme titre d'un texte sur la musique paru dans un recueil, Fluxus: Anthology, en 1961. Or, cette expression est loin de la définition donnée par Joseph Kosuth : « L'art comme idée en tant qu'idée. » (« Art as Idea as Idea. ») ou par le groupe Art and Language.
Kosuth date l'origine de l'art conceptuel des ready-made comme Porte-bouteilles (1914) ou Fontaine (1917) de Marcel Duchamp. La tendance remonte également à des peintures telles que la série Carré blanc sur fond blanc (1918) de Kasimir Malevitch ou, plus récemment, avec la création de l'Art infinitésimal (1956) d'Isidore Isou qui proposait l'exploration de données esthétiques purement virtuelles, à imaginer.
L'art conceptuel ne se soucie en apparence plus du savoir-faire de l'artiste ni même de l'idée qu'une œuvre doit être « finie » car l'idée prime sur la réalisation : certains artistes ne proposent par exemple que des esquisses de ce que pourrait être l'œuvre ou encore des modes d'emploi permettant à tout un chacun de réaliser l'œuvre, c'est l'idée qui a de la « valeur », pas sa réalisation[réf. nécessaire].
Avec l'art conceptuel, on assiste, pour la première fois dans l’histoire de l'art, à une « expression artistique » qui peut en réalité se passer de l'objet comme l'illustrent les Zones de sensibilité picturale immatérielle d'Yves Klein ou par exemple, les œuvres des artistes présents à Leverkusen (exposition Konzeption/Conception au Städtisches Museum de Leverkusen en 1969) se « réduisaient à ceux du langage, parfois accompagnés de photographies d'amateurs : des feuilles de papier dactylographiées voisinaient avec des télégrammes, des plaquettes, des classeurs, des bandes magnétiques. Pour la première fois, on visitait des salles d'exposition qui ressemblaient plutôt à des salles d'archives. »

## Les préoccupations

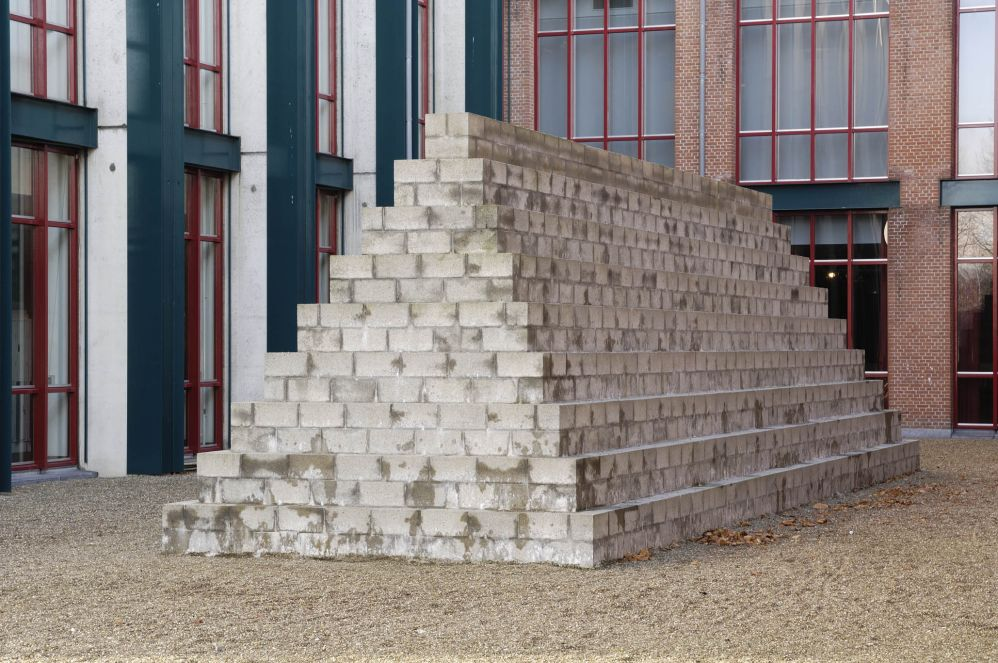
Sol LeWitt, Long Pyramid, 1994

On a souvent confondu l'art conceptuel avec une activité astucieuse se développant autour d'envoi de messages elliptiques pour ne pas insister sur le caractère analytique de cet art.
Paul Valéry disait que le seul réel dans l'art c'est l'art et Ad Reinhardt que l'art est art-en-tant-qu'art... Appliqué à la peinture cela prit le nom de formalisme, à savoir que le tableau ne doit parler que du tableau et bien que les premiers textes de l'art conceptuel se soient opposés à ce formalisme pour mieux privilégier le concept par rapport aux préoccupations sur la forme et la composition du tableau, on ne peut cependant nier que cette loi, énoncée par Clement Greenberg, correspondait bien à une autodéfinition de l'œuvre d'art, ce qui par essence sera la règle des artistes conceptuels : pour eux aussi l'art ne doit être qu'une exploration de lui-même.
Par ailleurs, dans l'annexion de son espace, l'art minimal s'est attaché à la mise en scène de l'objet artistique et a remis en question les conventions qui lui étaient généralement rattachées.

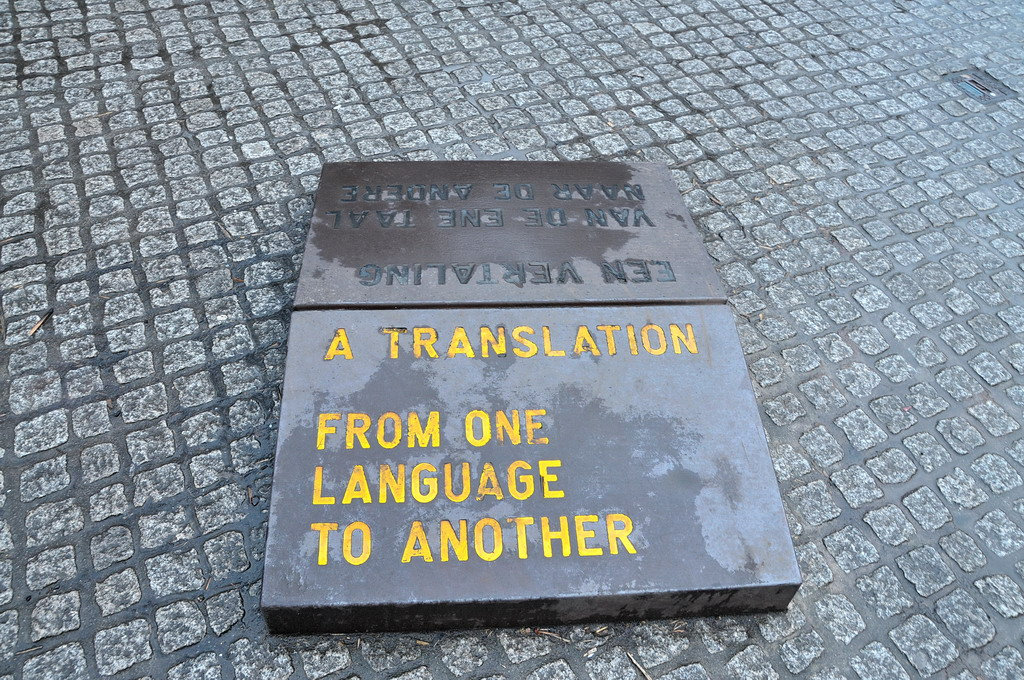
Lawrence Weiner, A translation from one language to another, 1969

On peut considérer que l'art conceptuel est un élargissement de ces deux préoccupations. En effet, le regard qui analyse d'abord l'objet puis va circuler ensuite vers son contexte de présentation, les conceptuels l'ont fait porter non seulement sur la redéfinition de l'objet artistique et de son environnement architectural mais aussi sur l'environnement social, idéologique, voire sur son contexte psychologique et philosophique.
D'autre part, dans son rapport à l'industrie productrice de formes standards, l'art minimal avait beaucoup plus contribué à la fin de l'idéalisme moderniste progressiste qu'au développement de nouvelles formes en art. Donald Judd le disait dès 1963 :
« Les progrès en art ne sont sûrement pas d'ordre formel. »
et en 1967 : 
« A form that's neither geometric nor organic would be a great discovery. » (« Parvenir à créer une forme qui ne soit ni géométrique ni organique serait une grande découverte. »)
Cette découverte apparait vraisemblablement avec l'art conceptuel pour lequel René Denizot fait le constat suivant dans son texte « La Limite du concept » :
« L'art conceptuel présentant l'art sous la forme du concept est le thème par excellence de l'art puisqu'en portant l'art au concept, il le fait advenir à la forme qu'il est, dans la forme qu'il a. »

## Conceptualisme moscovite
Une place particulière dans l'histoire de cette tendance est occupée par le conceptualisme moscovite qui, en raison de la guerre froide et du rideau de fer, s'est développé indépendamment des pays d'Europe occidentale et orientale, d'Asie et aux États Unis. Ainsi, contrairement au conceptualisme occidental, les représentants russes de ce mouvement ne formaient pas un seul groupe artistique. Dans la seconde moitié des années 1970 et au début des années 1980, la réalité soviétique est devenue le thème principal des conceptualistes moscovites. Comme le note Dmitry Khmelnitsky, « l'art anti-soviétique est né de la chair soviétique la plus importante. Comme son négatif ». Les œuvres de Kabakov, Boulatov, Monastyrsky, Pivovarov, Prigov et Nakhova font référence au conceptualisme romantique - un terme mentionné pour la première fois dans l'article du philosophe Boris Groys dans la revue « А—Я ». Groys a écrit :
« Et pourtant, je ne connais pas de meilleure façon de désigner ce qui se passe à Moscou maintenant et semble assez à la mode et originale. »
Les artistes Komar et Melamid, Chuykov sont également des représentants de la version domestique du conceptualisme, à savoir l'art social.
L'artiste conceptuelle Anna Jermolaewa, née en 1970 à Léningrad, ayant fui la répression politique du régime russe y fait une référence directe dans son travail, notamment dans son installation pour la Biennale de Venise 2024.

## Les artistes

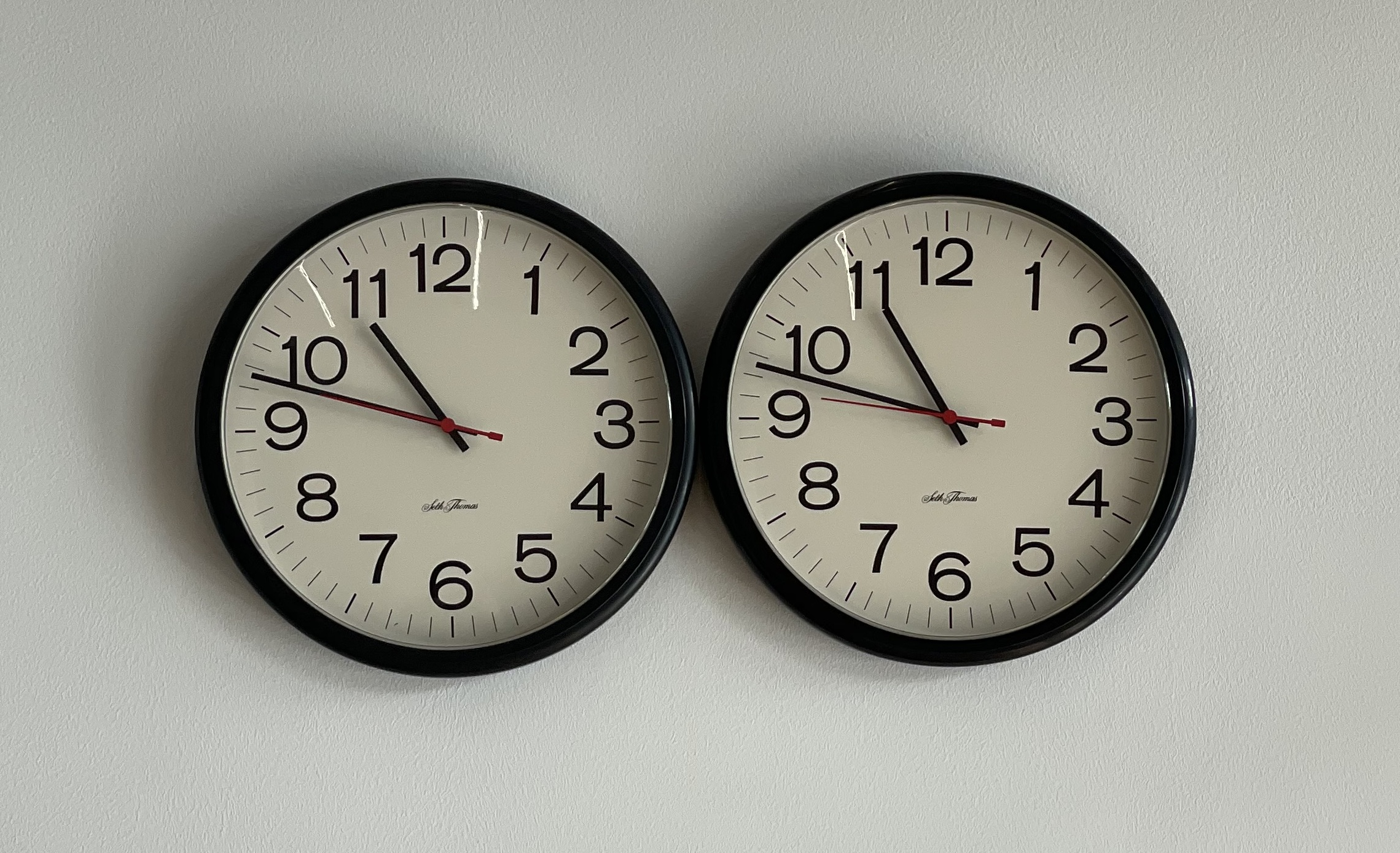
« Untitled » (Perfect Lovers) pat Felix Gonzalez-Torres.

En vertu de  cette forme, les artistes conceptuels prennent alors une distance à l'égard de l'objet dans l'œuvre d'art ; cela aboutit à une activité artistique où l'utilisation du langage, du concept et de ses dérivés ou manifestations  (graphiques mathématiques, mesures de distances, répertoriage d'années...) finit par être la condition nécessaire et souvent suffisante à l'existence d'une œuvre. Cependant lorsque ces artistes utilisent le langage pour sa capacité à servir au mieux une démonstration, cela ne veut pas dire pour autant qu'on puisse les assimiler à des critiques ou à des écrivains car, bien que le discours sur l'art se substitue à l'objet, le propos ne réside pas uniquement dans l'idée de l'art, mais dans la mise en pratique de cette idée.
Les artistes conceptuels n'ont jamais constitué un groupe homogène même si certains d'entre eux se sont trouvés réunis une première fois par Mel Bochner dans son exposition (très conceptuelle par son mode de fonctionnement), « Working Drawings and Other Visible Things on Paper not Necessarily Meant to Be Viewed as Art », à la School of Visual Arts de New York en 1966, puis par Seth Siegelaub dans des expositions qui n'étaient visibles que dans les pages d'un catalogue.
Une autre tentative a été de rassembler en 1969 les principaux acteurs de l'Art Conceptuel sous la forme d'un journal, Art-Language The Journal of Conceptual Art qui donnera finalement son nom au groupe Art and Language. Les artistes conceptuels assumant que leurs conversations, et ses dispositifs critiques vis-à-vis de la pratique admise du modernisme, étaient constitutifs de l'œuvre.
Globalement, deux tendances se sont affirmées dès le début : la première opte pour l'intérêt que suscitent les mathématiques, la sémiologie, la philosophie ou la sociologie, tandis que la deuxième privilégie des propositions ayant une forte charge poétique liée à l'imaginaire et à l'éphémère. On trouve aussi des œuvres synthétisant ces deux tendances, notamment celles d'artistes américains comme Vito Acconci, Carl Andre, Nancy Holt ou encore Robert Smithson, ces derniers prolongeant les expérimentations linguistiques de la poésie concrète.
L'artiste Lawrence Weiner lança par écrit de « faire une action déterminée », par exemple lancer une balle dans les chutes du Niagara. L'action eut lieu et Weiner précisa que l'action aurait pu être ou ne pas être réalisée puisque l'important c'était la proposition écrite.
Dans le même ordre d'idées, Richard Long réalisa une marche entre le 19 et le 22 mars 1969 qu'il présenta à l'exposition Quand les attitudes deviennent forme sous la forme d'une feuille blanche rectangulaire indiquant son nom, une date et le titre de l’œuvre. Mais pour l'artiste anglais, connu pour son engagement dans le processus de la marche et ses milliers de kilomètres parcourus, la réalisation est incontournable.

## Quelques artistes conceptuels
- William Anastasi
- Art and Language (collectif)
- Michael Asher
- Robert Barry
- Guillaume Bijl
- Ecke Bonk
- Joan Brossa
- Daniel Buren
- Victor Burgin
- Joseph Beuys
- Pedro M Cabral
- John Cage
- David Černý
- Serge Chamchinov
- Ágnes Dénes
- Jan Dibbets
- Peter Downsbrough
- Marcel Duchamp
- Joel Ducorroy
- Robert Filliou
- Hervé Fischer
- Michel François
- Salvatore Garau
- Ferran García Sevilla
- Thierry Geoffroy dit « Colonel »
- Jochen Gerz
- Brian Goeltzenleuchter
- Félix González-Torres
- Genco Gulan
- Hans Haacke
- François Hers
- Jenny Holzer
- Douglas Huebler
- Fabrice Hybert
- Interaction Qui (duo d'artistes)
- Anna Jermolaewa
- Magdalena Jetelová
- Ilya et Emilia Kabakov
- Barbara Kruger
- Yves Klein
- Joseph Kosuth
- Nicola L
- Bertrand Lavier
- Louise Lawler
- Sol LeWitt
- Urs Lüthi
- Piero Manzoni
- Raoul Marek
- François Morellet
- Robert Morris
- Frank Morzuch
- Joseph Nechvatal
- Yoko Ono
- Roman Opalka
- Nam June Paik
- Adrian Piper
- Gian Carlo Riccardi
- Claude Rutault
- Sarkis
- Cindy Sherman (photographe)
- Waldemar Smolarek
- David Tomas
- Jacek Tylicki
- Bernar Venet
- Wolf Vostell
- Franz Erhard Walther
- Lawrence Weiner